# Dominique Gonçalves

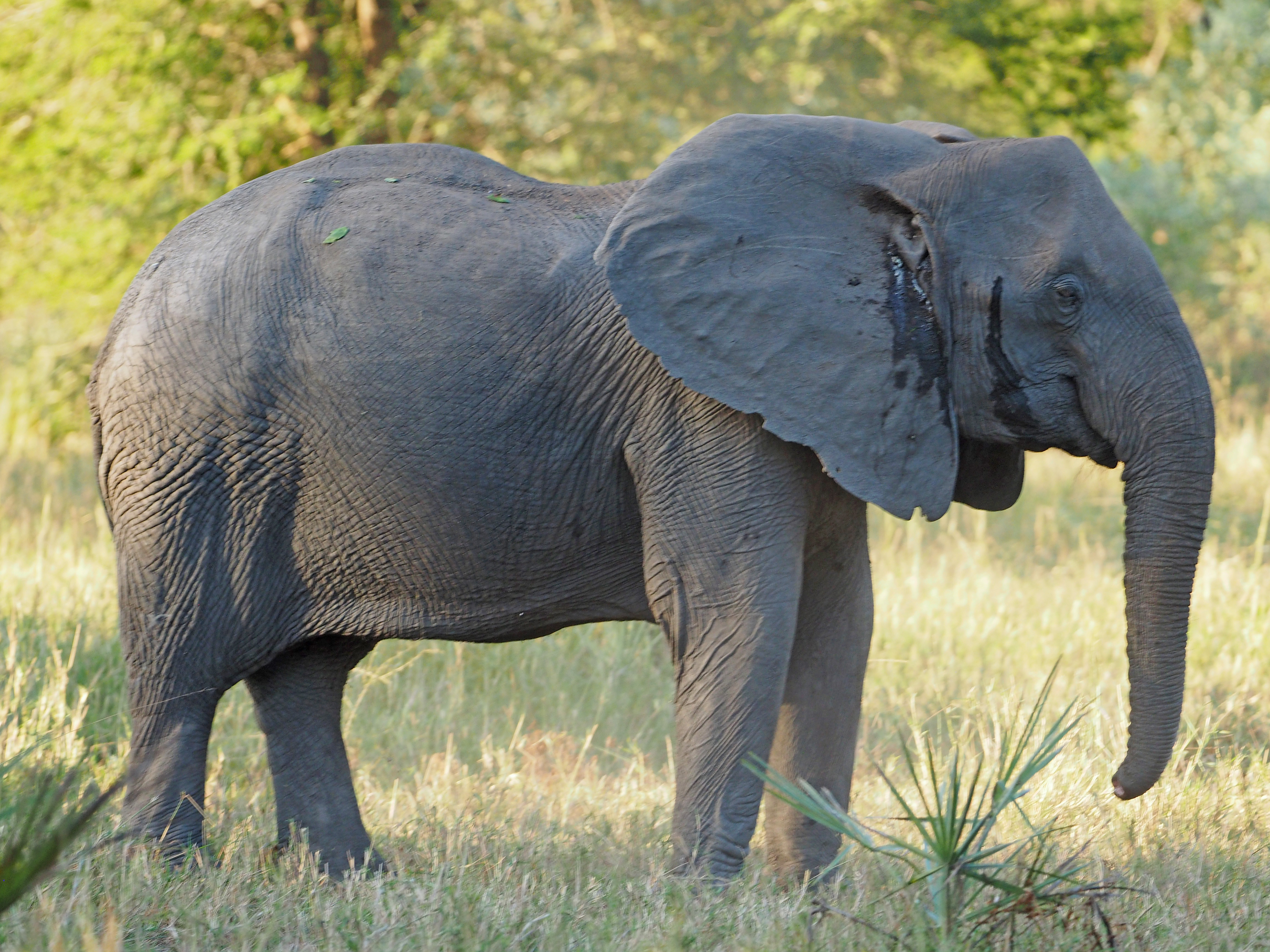
Elefante-africano (Loxodonta africana) no Paque Nacional da Gorongosa em Moçambique.

Dominique Gonçalves (Beira), é uma ecologista moçambicana que criou o Programa de Ecologia de Elefantes no Parque Nacional da Gorongosa.              

## Biografia
Dominique Gonçalves nasceu e cresceu na cidade da Beira, em Moçambique. 
Estudou na Universidade de Kent onde obteve a licenciatura em biologia e seguiu-se uma especialização em ornitologia nos Estados Unidos da América. 
Em 2015, foi trabalhar como como investigadora no programa de ornitologia do Parque Nacional da Gorongosa, onde o programa de conservação dos elefantes, na altura liderado por Joyce Poole, lhe despertou o interesse o que leva à criação do Programa de Ecologia de Elefantes.

## Prémios e Reconhecimento
Em 2020, foi nomeada para o Prémio Pritzker Emerging Environmental Genius.  No mesmo ano voltou a ser nomeada fellow da National Geographic Society e no ano seguinte Explorer. 
É uma das mulheres presentes no documentário Women of Impact que homenageia mulheres que quebram estereótipos. 

## Obras
É co-autora dos artigos:
- 2018 - Effects of human settlement and roads on diel activity patterns of elephants (Loxodonta africana) [8]

- 2021 - Ivory poaching and the rapid evolution of tusklessness in African elephants [9]

## Ligações Externas
- National Geographic | Explorers Festival London 2019 | Dominique Gonçalves: Rebuilding Gorongosa National Park
- ICC Foundation | Dominique Gonçalves - Our Gorongosa: A Park for the People
- Documentário | A Nossa Gorongosa